# اگیل هیلراس
اگیل هیلراس (انگلیسی: Egil Hylleraas; ۱۵ مهٔ ۱۸۹۸ – ۲۸ اکتبر ۱۹۶۵) دانشمند در زمینه فیزیک نظری اهل نروژ بود.